# Dragon Ball Z: Shin Budokai 2
Dragon Ball Z: Shin Budokai 2 (jap. ドラゴンボールZ 真武道会2 Doragon Bōru Zetto Shin Budōkai Tzū) (w Stanach Zjednoczonych znana jako Dragon Ball Z: Shin Budokai 2 – Another Road) – gra komputerowa z gatunku bijatyk osadzona w uniwersum Dragon Ball, wyprodukowana przez Dimps i wydana w 2007 roku przez Atari na konsolę PlayStation Portable. Jest to kontynuacja gry Dragon Ball Z: Shin Budokai. Jej fabuła jest oparta na losach jednego z bohaterów uniwersum, Trunksa.